# Avalon Sunset
Avalon Sunset è il diciannovesimo album discografico in studio del cantautore britannico Van Morrison, pubblicato nel 1989.

## Il disco
L'album è stato registrato in diverse località ossia Londra e Bath. Il titolo si riferisce ad Avalon, mitica località di Re Artù.
Nel disco si segnala la prima apparizione con Morrison di Georgie Fame, che suona l'organo e provvede ai cori. I due artisti intraprendono quindi un sodalizio artistico che proseguirà negli anni '90.

## Tracce
Testi e musiche di Van Morrison.
1. Whenever God Shines His Light – 4:58  con Cliff Richard
2. Contacting My Angel – 4:57
3. I'd Love to Write Another Song – 2:52
4. Have I Told You Lately – 4:20
5. Coney Island – 2:00
6. I'm Tired Joey Boy – 2:29
7. When Will I Ever Learn to Live in God – 5:38
8. Orangefield – 3:50
9. Daring Night – 6:10
10. These Are the Days – 5:08

## Formazione
- Van Morrison - voce, chitarra
- Alan Barnes - sassofono
- Clive Culbertson - basso
- Neil Drinkwater - fisarmonica, piano, sintetizzatore
- Dave Early - batteria, percussioni
- Cliff Hardie - trombone
- Roy Jones - batteria, percussioni
- Carol Kenyon, Katie Kissoon - cori
- Cliff Richard - voce
- Henry Lowther - tromba
- Arty McGlynn - chitarra
- Stan Sulzmann - sassofono
- Steve Pearce - basso
- Georgie Fame - organo Hammond

## Classifiche
| Anno | Classifica                          | Posizione raggiunta |
| ---- | ----------------------------------- | ------------------- |
| 1989 | Regno Unito (Official Albums Chart) | 13                  |